# Pyrrolysin
Pyrrolysin (forkortet som Pyl eller O) er en naturligt forekommende, genetisk kodet aminosyre i nogle metandannende arkæer og en enkelt bakterie. Denne usædvanlige aminosyre findes i enzymer i metan-metabolismen. Pyrrolysin er analog til lysin men med en pyrrolin-ring føjet til lysin-sidekæden.  Med en specifik tRNA og en specifik aminoacyl tRNA syntetase er pyrrolysin del af en usædvanlig genetisk kode og kodes for codonet UAG.
Pyrrolysin regnes som den 22. aminosyre i proteinsyntesen.

## Reference
1. ↑  Krzycki J (2005). "The direct genetic encoding of pyrrolysine". Curr Opin Microbiol. 8 (6): 706-12. PMID 16256420.